# Tom Viehöfer
Tom Viehöfer (* 28. Februar 1978 in Koblenz) ist ein deutscher Schauspieler.

## Werdegang
Mitte der 1990er Jahre begann Viehöfer ein Sportstudium in Köln, das er sich als aktiver Fußballer finanzierte. So hat er 1996 bereits für verschiedene Kölner und rheinische Vereine gespielt, etwa in Euskirchen und Junkersdorf. Als Stürmer beim SC Fortuna Köln schaffte er es sogar bis in die Oberliga.
Seine Schauspielausbildung absolvierte er von 2004 bis 2007 an der Kölner Arturo Schauspielschule. Während dieser Zeit wirkte er in mehreren Kurzfilmen mit und war vor allem auf der Theaterbühne zu sehen, u. a. bei der Kölner Theaternacht. Von 2008 bis 2009 folgte ein Festengagement an der Badischen Landesbühne. Außerdem nahm er 2009 an einem Workshop in „Kamera Workout“ bei Patricia Frey an der Internationalen Filmschule Köln teil.
Daneben debütierte er 2006 mit der englischsprachigen Produktion Klimt auf der Kinoleinwand. Ein Jahr später trat er in der Film-Komödie Vollidiot in einer Kleinrolle auf.
Einem breiten Fernsehpublikum wurde er durch die Nebenrolle Roman Sander in der ARD-Vorabendserie Marienhof bekannt, in der er vom 1. April bis 23. Juli 2009 zu sehen war. Zwei Jahre später verkörperte er in der Daily Soap Verbotene Liebe den Hagen von Lahnstein, die erste Folge mit Viehöfer wurde am 13. Januar 2011 ausgestrahlt. Vier Monate später verließ er die Sendung wieder. Nach seinem Ausscheiden übernahm Christoph Mory die Rolle. 2015 erhielt Viehöfer die Rolle des Stalker in der deutschen Erstaufführung des Musicals Bodyguard in Köln. Seit Sommer 2016 ist er ebenfalls in der Hauptrolle des Bodyguards (Frank Farmer) zu sehen.
Tom Viehöfer spricht neben seiner Muttersprache fließend Englisch. Derzeit lebt er in Köln.

## Filmografie

### Kino
- 2006: Birthday (Kurzfilm)
- 2006: Klimt
- 2007: Vollidiot (als Alphamännchen)
- 2008: Strafstoss (Kurzfilm)
- 2009: Winter (Kurzfilm)
- 2011: Hirsch! (Kurzfilm)
- 2012: Der deutsche Freund

### Fernsehen
- 2006: 90 dB (Kurzfilm)
- 2009: Marienhof (als Roman Sander)
- 2009: Zwölf Winter (als Gefangener)
- 2010: Lutter – Rote Erde (als Gerd Schockendorf)
- 2011: Verbotene Liebe (als Hagen von Lahnstein #1)
- 2011: In den besten Jahren (als junger Matthias Brühl)
- 2012: Tatort – Alter Ego (als Kai Schiplok)

## Theater
- 2007: Theater am Bauturm in Köln – Shortcuts (als Estragon)
- 2008–2009: Badische Landesbühne in Bruchsal
  - 2008: Die Abenteuer des Tom Sawyer (als Huckleberry Finn)
  - 2008: Rattenklatschen (als Ben)
  - 2008–2009: Tintenherz (als Fenoglio)
- 2010: Freies Werkstatt-Theater in Köln – Minna von Barnhelm (als Major von Tellheim)
- 2012: Grenzlandtheater Aachen – Mörderische Fantasien (als Simon)
- 2012: Grenzlandtheater Aachen – HeimWEH (als Sebastian)
- 2013: Freies Internationales Ensemble, Köln – Krise, Krieg und andere Lügen (als Niko)
- 2013: Grenzlandtheater Aachen – Harold und Maude (als Pater Finegan)
- 2014: Grenzlandtheater Aachen – Bunbury (als Algernon)
- 2015: Grenzlandtheater Aachen – King’s Speech (als David)
- ab 2015: Musical Dome Köln – Bodyguard (als Stalker)